# Patinação de velocidade nos Jogos Pan-Americanos de 2023 - 500 m + distância masculino
A competição dos 500 m + distância masculino da patinação de velocidade integrou o programa da patinação sobre rodas nos Jogos Pan-Americanos de 2023 e foi disputada em 5 de novembro de 2023 no Patinódromo, em Ñuñoa. Um total de 10 patinadores, cada um representando um Comitê Olímpico Nacional (CON), participaram do evento.

## Calendário
Horário local (UTC−3).
| Data          | Hora  | Fase         |
| ------------- | ----- | ------------ |
| 5 de novembro | 9:20  | Qualificação |
| 5 de novembro | 10:20 | Semifinais   |
| 5 de novembro | 11:25 | Finais       |

## Medalhistas
| Ouro   | COL Andrés Jiménez   |
| Prata  | MEX Carlos Monsivais |
| Bronze | CHI Emanuelle Silva  |

## Resultados

### Qualificação
Os oito patinadores mais rápidos avançaram para as semifinais.
| Pos. | Patinador           | CON                | Tempo  | Dif.   | Notas |
| ---- | ------------------- | ------------------ | ------ | ------ | ----- |
| 1    | Emanuelle Silva     | CHI Chile          | 43.017 |        | Q     |
| 2    | Andrés Jiménez      | COL Colômbia       | 43.217 | +0.200 | Q     |
| 3    | José Carlos Rojas   | VEN Venezuela      | 43.314 | +0.297 | Q     |
| 4    | Carlos Monsivais    | MEX México         | 43.339 | +0.322 | Q     |
| 5    | Renato Carchi       | ECU Equador        | 43.502 | +0.485 | Q     |
| 6    | Guilherme Rocha     | BRA Brasil         | 43.522 | +0.505 | Q     |
| 7    | Nahuel Schelling    | ARG Argentina      | 43.777 | +0.760 | Q     |
| 8    | José Daniel Moncada | PAR Paraguai       | 44.019 | +1.002 | Q     |
| 9    | Jacob Anderson      | USA Estados Unidos | 44.117 | +1.100 |       |
| 10   | Marlon Oreamuno     | CRC Costa Rica     | 44.250 | +1.233 |       |

### Semifinais
Os dois melhores patinadores de cada uma das baterias semifinais avançaram para a Final A; os restantes disputaram a Final B (fora da disputa por medalhas).
| Pos. | Bat. | Patinador           | CON           | Tempo  | Dif.   | Notas |
| ---- | ---- | ------------------- | ------------- | ------ | ------ | ----- |
| 1    | 1    | Andrés Jiménez      | COL Colômbia  | 43.699 | +0.200 | Q     |
| 2    | 1    | Guilherme Rocha     | BRA Brasil    | 43.758 | +0.059 | Q     |
| 3    | 1    | José Carlos Rojas   | VEN Venezuela | 43.861 | +0.162 | q     |
| 4    | 2    | Emanuelle Silva     | CHI Chile     | 44.106 | +0.407 | Q     |
| 5    | 2    | Carlos Monsivais    | MEX México    | 44.130 | +0.431 | Q     |
| 6    | 2    | Renato Carchi       | ECU Equador   | 45.128 | +1.429 | q     |
| 7    | 2    | José Daniel Moncada | PAR Paraguai  | 45.522 | +1.823 | q     |
|      | 1    | Nahuel Schelling    | ARG Argentina | DSQ    |        |       |

### Finais
Os patinadores mais rápidos da Final A obtiveram as medalhas.
Final B
| Pos. | Patinador           | CON           | Tempo  | Dif.   |
| ---- | ------------------- | ------------- | ------ | ------ |
| 1    | José Carlos Rojas   | VEN Venezuela | 44.606 |        |
| 2    | José Daniel Moncada | PAR Paraguai  | 44.980 | +0.374 |
| 3    | Renato Carchi       | ECU Equador   | 45.209 | +0.603 |

Final A
| Pos.              | Patinador        | CON          | Tempo    | Dif.    |
| ----------------- | ---------------- | ------------ | -------- | ------- |
| Medalha de ouro   | Andrés Jiménez   | COL Colômbia | 43.104   |         |
| Medalha de prata  | Carlos Monsivais | MEX México   | 44.108   | +1.004  |
| Medalha de bronze | Emanuelle Silva  | CHI Chile    | 1:01.789 | +18.685 |
|                   | Guilherme Rocha  | BRA Brasil   | DSQ      |         |